# Patryk Czarkowski
Patryk Czarkowski (ur. 1982 w Białej Podlaskiej) – polski poeta.
Teksty publikował w „8. Arkuszu Odry”, „biBLiotece”, „Frazie”, „Kwartalniku Artystycznym”, „Podlaskim Kwartalniku Kulturalnym” i „Zeszytach Literackich”. Jest laureatem POŁOWU 2012. Stypendysta Fundacji Grazella im. Marii Anny Siemieńskiej (2013). Wyróżniony na kutnowskim festiwalu Złoty Środek Poezji. Laureat Nagrody Poetyckiej im. Anny Świrszczyńskiej, w ramach której ukazał się jego debiutancki zbiór wierszy pt. Precyzja roślin (2015). Za tom poezji Czekamy, w styczniu 2018 uhonorowany został Nagrodą Krakowska Książka Miesiąca, przyznawaną od 2017 r. przez Bibliotekę Kraków. 
Mieszka w Krakowie.

## Twórczość

### Poezja
- Połów. Poetyckie debiuty 2012, Biuro Literackie 2013
- Precyzja roślin, Universitas, 2015
- Czekamy, WBPiCAK 2017